# Terebintaceae

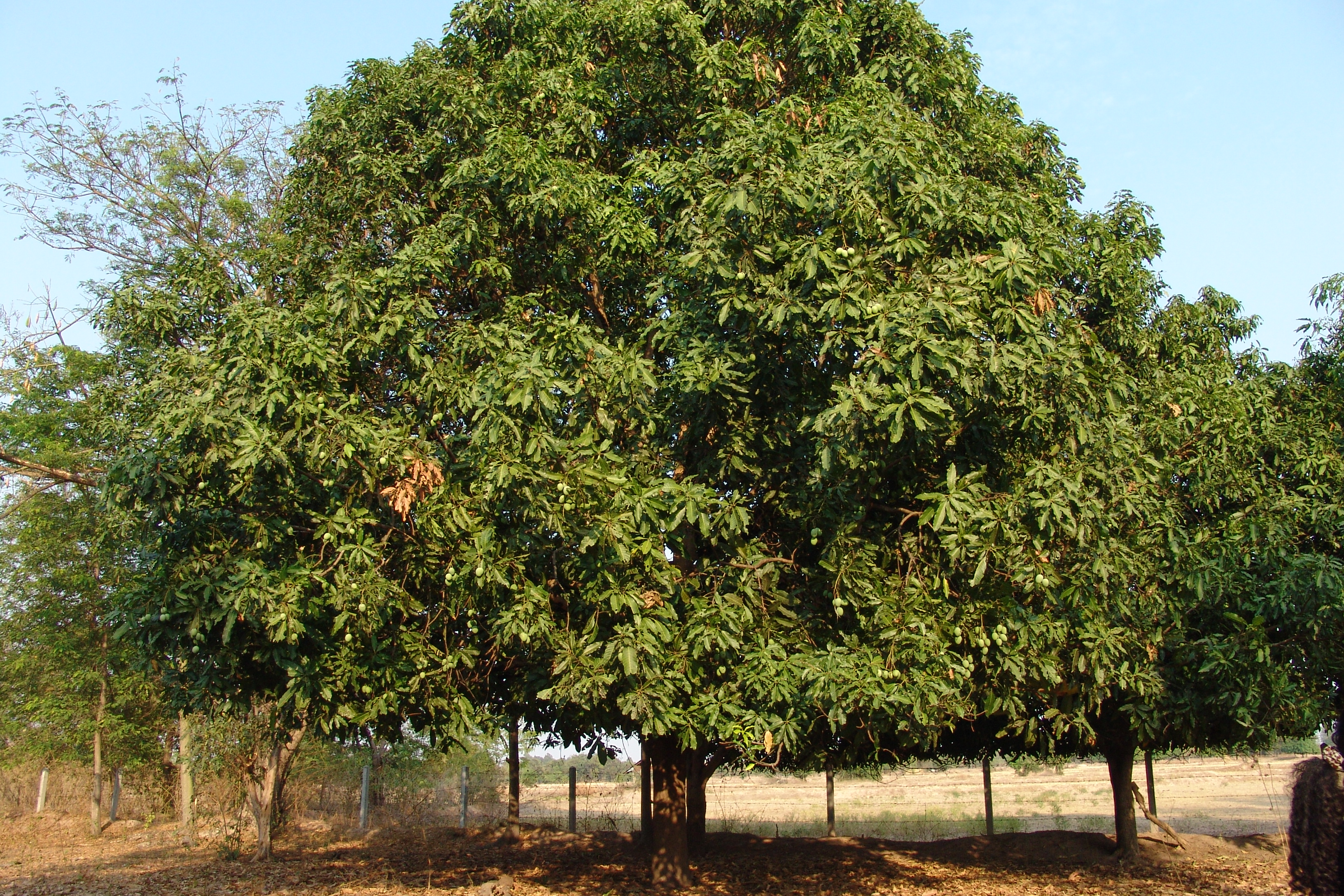
Mangifera

Terebintaceae, na classificação taxonômica de Jussieu (1789), é uma ordem botânica da classe Dicotyledones, Monoclinae (flores hermafroditas ), Polypetalae ( corola com duas ou mais pétalas) e estames perigínicos (quando os estames estão inseridos à volta do nível do ovário).
Apresenta os seguintes gêneros:
- Cassuvium, Anacardium, Mangifera, Connarus, Rhus, Rourea, Cneorum, Rumphia, Comocladia, Canarium, Icica, Amyris, Scopolia, Schinus, Spathelia, Therebinthus, Bursera, Toluifera, Tapiria, Poupartia, Spondias, Simaba, Ayalantus, Brucea.